# Супермен: Филмът
„Супермен: Филмът“ (на английски: Superman) е американски филм за супергерой от 1978 г., базиран на супергероя на Ди Си Комикс Супермен, изигран от Кристофър Рийв. Това е първата от четирите части от филмовата поредица Супермен, в която Рийв играе героя. Филмът е режисиран от Ричард Донър по сценарий на Марио Пузо, който е и автор на историята, Дейвид Нюман, Лесли Нюман и Робърт Бентън. Във филма участват Марлон Брандо, Джийн Хекман, Джеф Ийст, Марго Кидър, Глен Форд, Филис Текстър, Джаки Купър, Тревър Хауърд, Марк Маклюр, Терънс Стамп, Валъри Перин, Нед Бийти, Джак О'Халърън, Мария Шел и Сара Дъглас. Историята разказва за произхода на Супермен, включително детството му като Кал-Ел от Криптон, син на Джор-Ел, и младежките му години в градчето Смолвил. Преобразен като репортер Кларк Кент, има кротък характер в Метрополис и развива романтична връзка с Лоис Лейн, докато се бори със злодея Лекс Лутор.
Иля Салкинд има идея за филм за Супермен от 1973 г. и след труден процес с Ди Си Комикс, Салкиндс купуват правата върху героя през следващата година. Няколко режисьори, най-вече Гай Хамилтън, и сценаристи са свързани с проекта, преди Донър да бъде нает да режисира. Том Манкевич е назначен да пренапише сценария и получава заслуги за творчески консултант. Решено е да се заснемат едновременно Супермен и продължението му Супермен II (1980), като записите започват през март 1977 г. и завършват през октомври 1978 г. Възникна напрежение между Донър и продуцентите и е взето решение да се спрат снимките на продължението, на които 75 процента вече са завършени, и завършва първия филм.
Най-скъпият филм, правен до този момент, с бюджет от 55 милиона долара, Супермен е премиерно представен в Кенеди Център във Вашингтон на 10 декември 1978 г. и е пуснат в Обединеното кралство на 14 декември, и в Съединените щати на 15 декември. Филмът има критичен и финансов успех; световните приходи от боксофиса от 300 милиона долара го превръщат във втория най-печеливш за годината. Получава похвала за изпълнението на Рийв и музикалната партитура на Джон Уилямс и е номиниран за най-добър филмов монтаж, най-добра музика (оригинална музика) и най-добър звук на 51-те награди на Академията и получава награда на Академията за специални постижения за визуално ефекти. Революционен в използването на специални ефекти, наследството на филма предвещава масовата популярност на филмовите франчайзи за супергерои в Холивуд. През 2017 г. Библиотеката на Конгреса избира филма за съхранение в Националния филмов регистър на САЩ, обявявайки го за „културно, исторически и естетически значим“.

## Сюжет
На планетата Криптон, Джор-Ел, член на висшия съвет на Криптон, осъжда престъпниците генерал Зод, Нон и Урса във фантомната зона. Той предупреждава съвета, че Криптон ще бъде унищожен от експлодиращото му червено свръхгигантско слънце, но те отхвърлят опасенията му. Преди унищожаването на планетата, Джор-Ел и съпругата му Лара изпращат малкия си син Кал-Ел на Земята, където уникалната му физиология му дава еволюиращи свръхчовешки способности. Космическият кораб на Кал-Ел каца близо до Смолвил, Канзас. Намерен от съпрузите Джонатан и Марта Кент, които са учудени, когато бебето вдига камиона им, те го осиновяват, наричайки го Кларк. Джонатан вярва, че Кларк, който, докато расте, крие силите си, е изпратен на Земята със специална цел.
След като Джонатан умира от инфаркт, тийнейджърът Кларк открива зелен кристал в останките на своя космически кораб. Това го отвежда до Арктика, където той изгражда Крепостта на самотата, повтаряйки дизайна на Криптон. Вътре холограмата на Джор-Ел разкрива наследството на Кларк и го обучава в продължение на дванадесет години. Появявайки се в синьо-червен костюм, носещ герба на семейство Ел, той е предупреден да не променя човешката история. В „Дейли Планет“ в Метрополис Кларк става репортер и е привлечен от Лоис Лейн. След като я спасява от инцидент с хеликоптер, той използва силите си, спечелвайки незабавна слава като „чудото с пелерина“. Пери Уайт, шефът на вестника, търси повече информация за този нов герой. По-късно Кларк посещава Лоис, взема я със себе си на полет, като тя измисля името му Супермен.
Престъпният мозък Лекс Лутор открива съвместен ракетен тест на армията на САЩ и американския флот и планира да се насочи към разлома Сан Андреас с препрограмирани ракети, въпреки че една от тях е погрешно насочена от непохватния му помощник Отис. Подозирайки намесата на Супермен, Лекс идентифицира криптонски метеорит, смъртоносен за Супермен. Заедно с Отис и приятелката му Ив Тешмахер, Лекс залавя Супермен и му разкрива плана си да потопи западната част на САЩ, превръщайки пустинната земя в първокласно крайбрежие. Той отслабва Супермен с помощта на криптонита и го информира за погрешно насочената ракета към Хакенсак, Ню Джърси.
Загрижена за майка си в Хакенсак, Тешмахер освобождава Супермен, призовавайки го първо да спре ракетата на изток. Тя го изпраща в космоса, но пропуска насочената на запад ракета, която предизвиква силни земетресения в Калифорния, застрашавайки забележителности като моста Голдън Гейт и язовира Хувър. Супермен противодейства на опустошението, като поправя линията на разлома. Докато Супермен спасява други, Лоис остава в капан в колата си от вторичен трус и се задушава, преди той да успее да я спаси. Разстроен и ядосан от неуспеха си да спаси Лоис, Супермен пренебрегва предупреждението на Джор-Ел да не променя историята. Вслушвайки се във вярата на Джонатан в неговата цел, той лети около Земята, обръщайки времето назад, за да предотврати смъртта на Лоис и унищожаването на ракетата. След като спасява Западния бряг, той затваря Лутор и Отис, след което се издига към изгрева.